# Adem Uzun
Adem Burak Uzun (ur. 1 stycznia 2001) – turecki zapaśnik startujący w stylu klasycznym. Zajął siódme miejsce na mistrzostwach świata w 2023 roku. 
Złoty medalista mistrzostw Europy w 2023. Trzeci na MŚ U-23 w 2021 i 2023. Drugi na ME U-23 w 2021. Mistrz Europy kadetów w 2018 roku.